# Jacques Gratton
Pour les articles homonymes, voir Gratton.
Jacques Gratton, né le 29 novembre 1957 à Lectoure dans le Gers, est un joueur de rugby à XV évoluant au poste de troisième ligne aile, international français de 1984 à 1986, et ayant joué en club avec le FC Auch et le SU Agen.

## Biographie
Il a commencé sa carrière de joueur au FC Auch avec Jacques Fouroux, Jacques Brunel et Philippe Cariat, et l'a poursuivie avec le SU Agen à partir de 1981 où il faisait alors partie d’une troisième ligne d’internationaux avec Dominique Erbani et Christian Béguerie. Entre-temps, il a été sélectionné en équipe nationale dès l'équipe junior à 17 ans[réf. nécessaire].
Il a disputé son premier test match avec le XV de France le 23 juin 1984, contre l'Équipe de Nouvelle-Zélande de rugby à XV, et son dernier test match fut contre cette même équipe des All Blacks le 28 juin 1986. Il totalise 10 capes internationales, ainsi que plusieurs rencontres non-officielles sous le maillot français.
Le 7 octobre 1987, il joue avec les Barbarians français contre le Penarth RFC à Penarth au Pays de Galles. Il commence le match sur le banc et remplace Laurent Rodriguez en cours de jeu. Les Baa-Baas l'emportent 48 à 13.
Après sa carrière de joueur, il rejoint par la suite AS Fleurance en tant qu'entraineur.

## Palmarès

### En club
Avec Agen
- Championnat de France de première division :
  - Champion (2) : 1982 et 1988
  - Vice-champion (3) : 1984, 1986 et 1990
- Challenge Yves du Manoir :
  - Vainqueur (1) : 1983
  - Finaliste (1) : 1987

### En équipe nationale
- Sélections en équipe nationale : 10
- Sélections par année : 2 en 1984, 6 en 1985, 2 en 1986
- Tournois des Cinq Nations disputés : 1985, 1986 (remporté par la France)